# Scott McKenna
 (mars 2018).
Si vous disposez d'ouvrages ou d'articles de référence ou si vous connaissez des sites web de qualité traitant du thème abordé ici, merci de compléter l'article en donnant les références utiles à sa vérifiabilité et en les liant à la section « Notes et références ».
Scott McKenna, né le 12 novembre 1996 à Kirriemuir (Écosse), est un footballeur international écossais, qui évolue au poste de défenseur central au Dinamo Zagreb.

## Biographie

### En club
Formé à Aberdeen, il passe trois de ses premières saisons professionnelles en prêt avec d'autres clubs. Le 21 février 2015, il fait ses débuts pour Ayr United.
En janvier 2016, il est prêté pour un mois à Alloa Athletic, où il participe à quatre matchs de deuxième division écossaise. Le 6 février, il fait ses débuts professionnels en faveur d'Aberdeen lors d'un match de Division 1 contre Saint Johnstone. 
Le 10 novembre 2016, il revient en prêt à Ayr United, jouant 14 matchs et marquant un but (contre Dumbarton en D2).
Lors de la saison 2017-18, il joue plus régulièrement avec l'Aberdeen FC.

### En équipe nationale
Avec les moins de 19 ans, il office à plusieurs reprises comme capitaine. Il délivre une passe décisive contre la Norvège en octobre 2014 lors des éliminatoires du championnat d'Europe des moins de 19 ans 2015.
Avec les espoirs, il participe aux éliminatoires du championnat d'Europe espoirs 2019.
Le 23 mars 2018, McKenna honore sa première sélection avec l'équipe d'Écosse lors d'un match amical face au Costa Rica (défaite 0-1 à Glasgow).
McKenna est retenu dans la liste des vingt-six joueurs écossais sélectionnés par Steve Clarke pour disputer l'Euro 2020. 
En juin 2024, il fait partie de la liste des 26 joueurs convoqués par Steve Clarke pour disputer l'Euro 2024 . 

## Palmarès

### Au club
- Aberdeen
  - Finaliste de la Coupe de la Ligue écossaise en 2018